# Johannisplatz (Leipzig)
Der Johannisplatz ist ein Platz östlich des Leipziger Stadtzentrums. Er gehört zum Ortsteil Zentrum-Südost. Sein Name geht auf die ehemals hier stehende Johanniskirche zurück.

## Lage und Gestalt
Der Johannisplatz liegt in der Straßengabelung des Grimmaischen Steinwegs in die Dresdner und die Prager Straße, wobei die bis zu fünf Fahrspuren breiten Straßen mit ihren Anliegerbauten zum Platz gezählt werden. In beiden Straßen liegen Straßenbahnhaltestellen (Linien 3, 4, 7 und 12, bzw. 15). Die Straßen werden von Holländischen Linden flankiert. Der Platz besitzt eine Länge von etwa 180 Metern und am östlichen Ende eine Breite von 110 Metern.

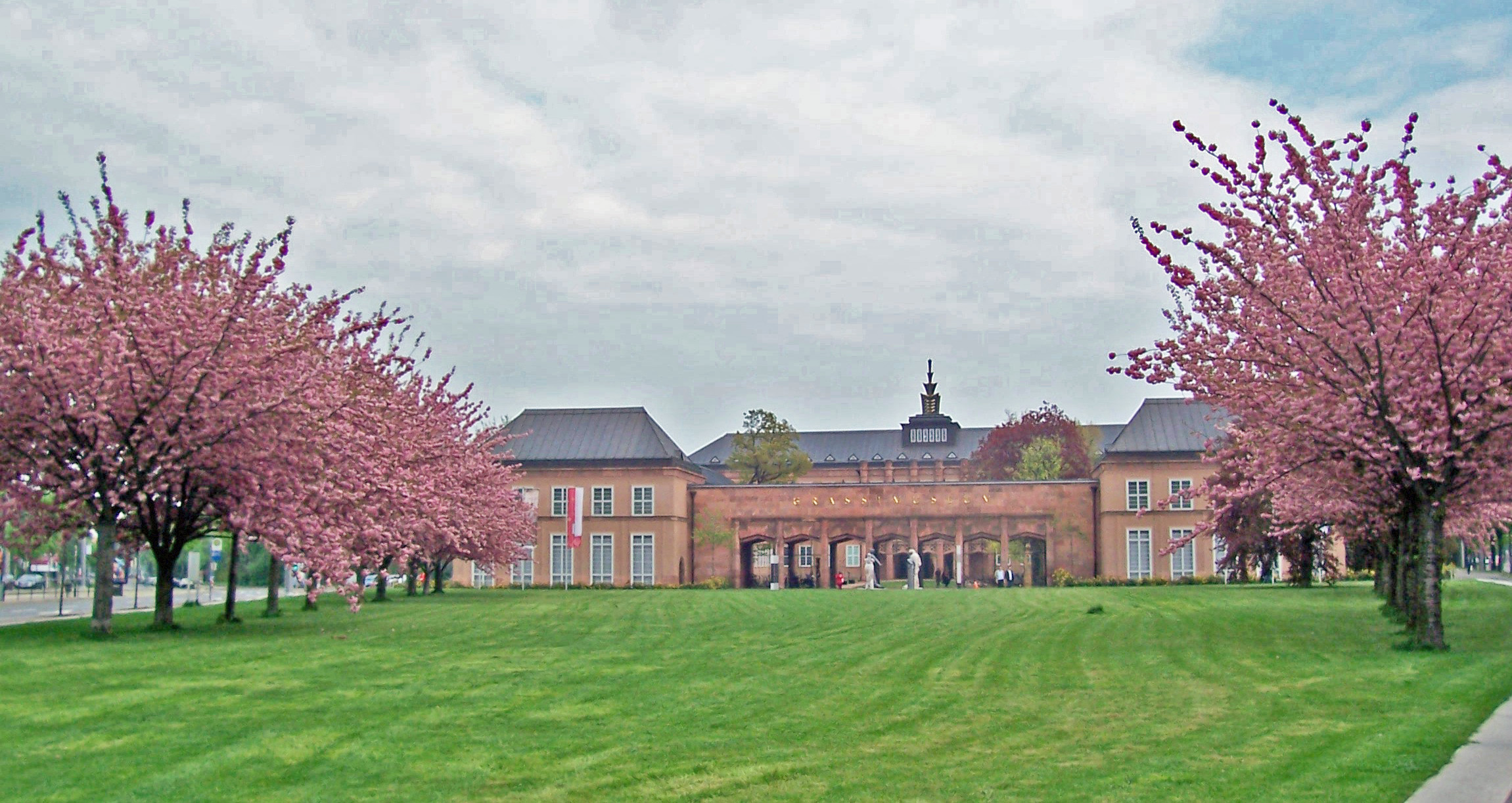
Kirschblüte am Grassimuseum
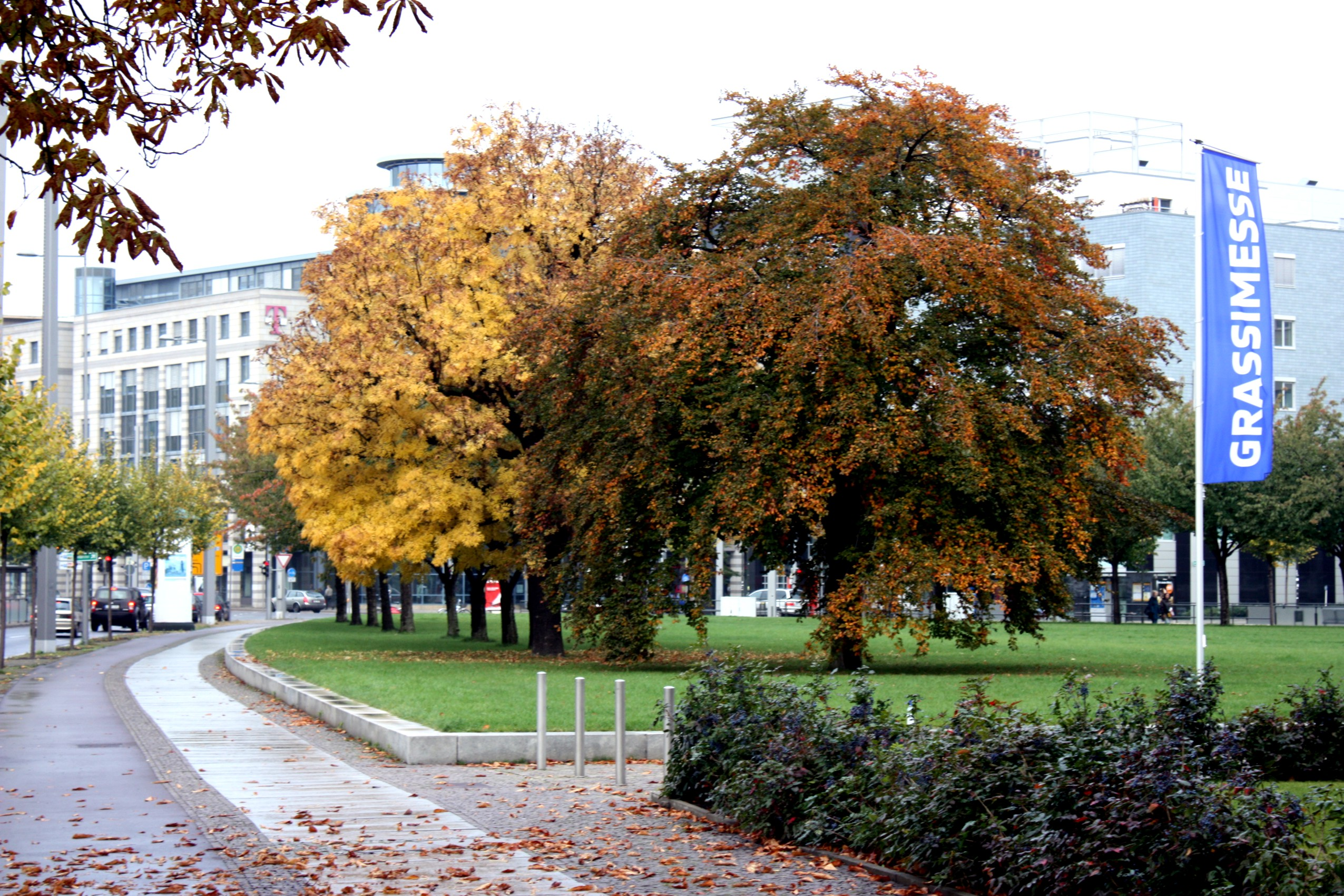
Esche und Blutbuche im Herbst

Sein Zentrum bildet eine Wiese mit zwei Baumreihen von neun bzw. zehn Japanischen Nelkenkirschbäumen aus dem Jahr 1980, einem Japanischen Schnurbaum von 1985 sowie an der Südseite einer Gemeinen Esche und einer Blutbuche, beide von 1930. Die Wiese ist gegen das Straßenniveau leicht erhöht und von einer flachen Mauer eingefasst, die von vier Stufen an der Ost- und der Westseite unterbrochen ist. An der Nordseite der Einfassung der Wiese ist eine unauffällige bronzene Gedenktafel zur Geschichte des Platzes sowie der Kirche angebracht. In der Wiesenmitte steht ein Erinnerungskreuz von 2013 an die ehemalige Johanniskirche, und dahinter markiert eine quadratische Steineinfassung die Stelle, an der sich in der ehemaligen Kirche das gemeinsame Grab von Johann Sebastian Bach und von Christian Fürchtegott Gellert befand.
Auf der Südseite stehen in Blockrandbebauung noch einige Altbauten unter Denkmalschutz, wie an der Ecke Nürnberger Straße das aus der Mitte des 19. Jahrhunderts stammende und 2010 restaurierte „Prager’s Biertunnel“, das jetzt das Hotel „Schlaf gut“ und das Katzencafé „Katzentempel“ enthält. Das Haus an der nächsten Ecke von 1936 ziert die Statue der Wäscherin von Alfred Thiele, und etwas zurückgesetzt steht das ehemalige „Opelhaus“ von 1926. Die Ostseite des Platzes bildet die Front des Grassimuseums. An der Nordseite erstreckt sich der 140 Meter lange, 40 Meter von der Straße zurückgesetzte, zehngeschossige Plattenbau aus dem Anfang der 1970er Jahre (Architekt Erich Böhme). Die Ecke zur Querstraße bildet die ab 2001 in mehreren Etappen errichtete „Praxisklinik Johannisplatz“.

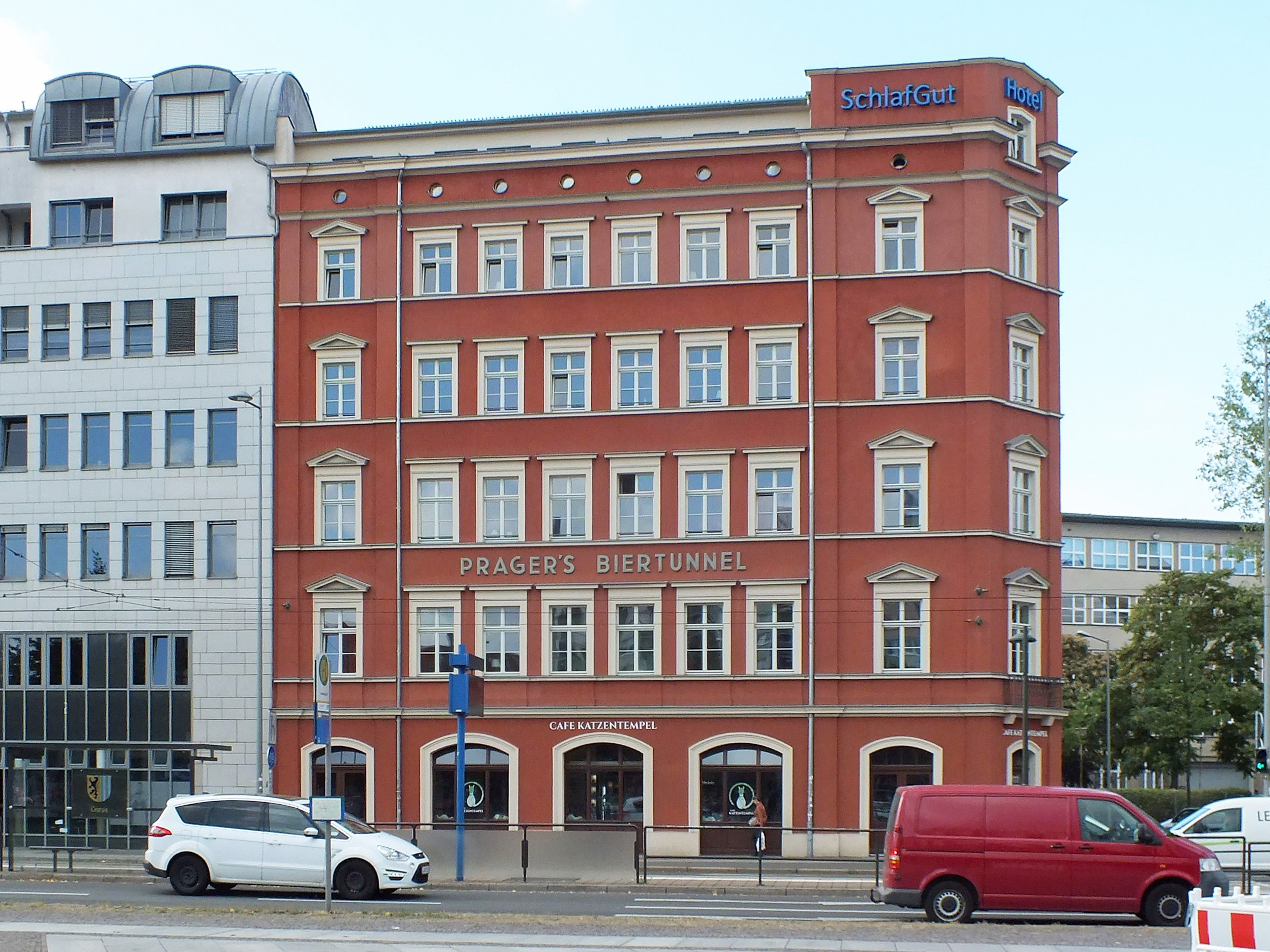
Prager’s Biertunnel
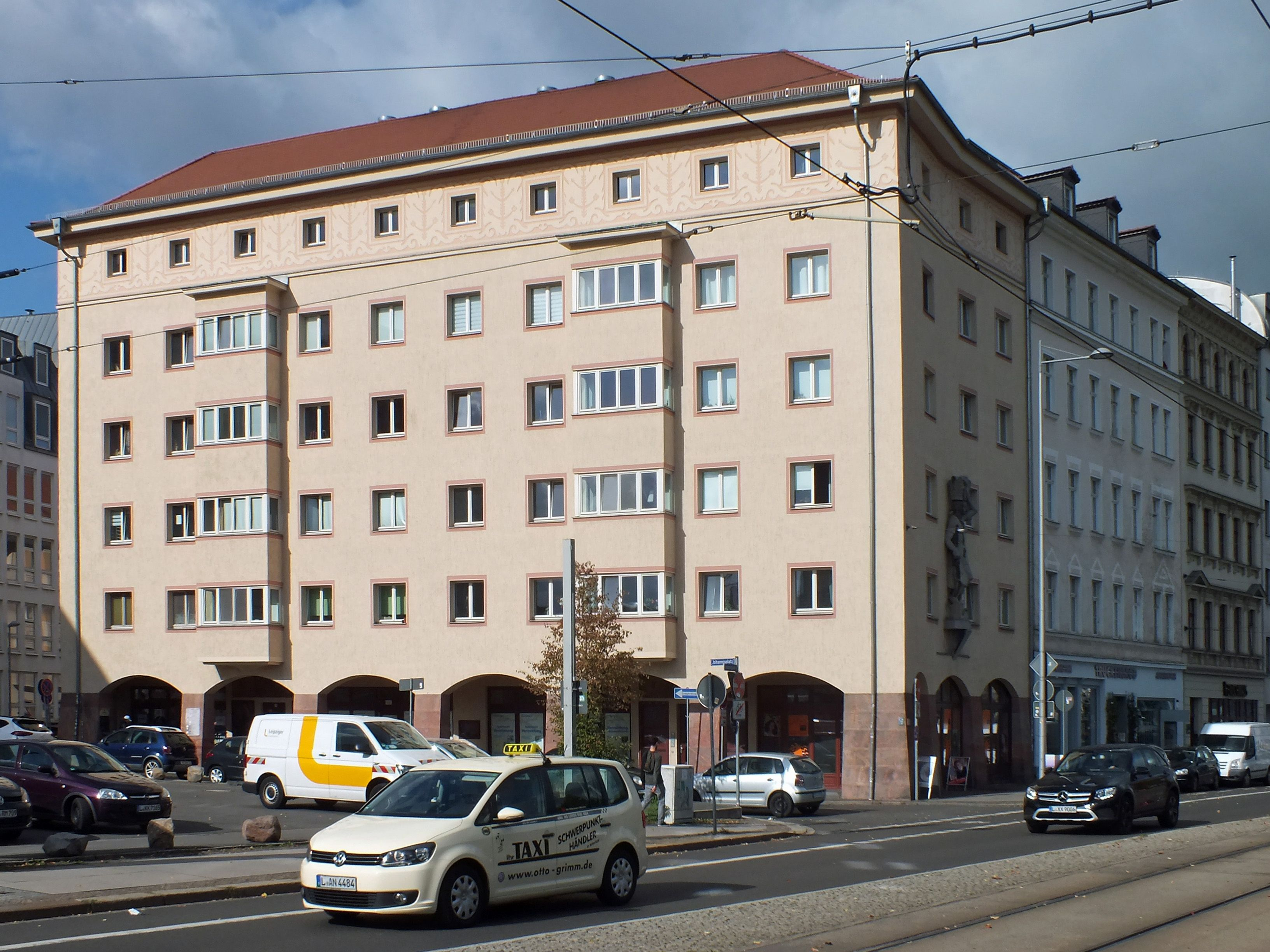
Wohnhaus von 1936
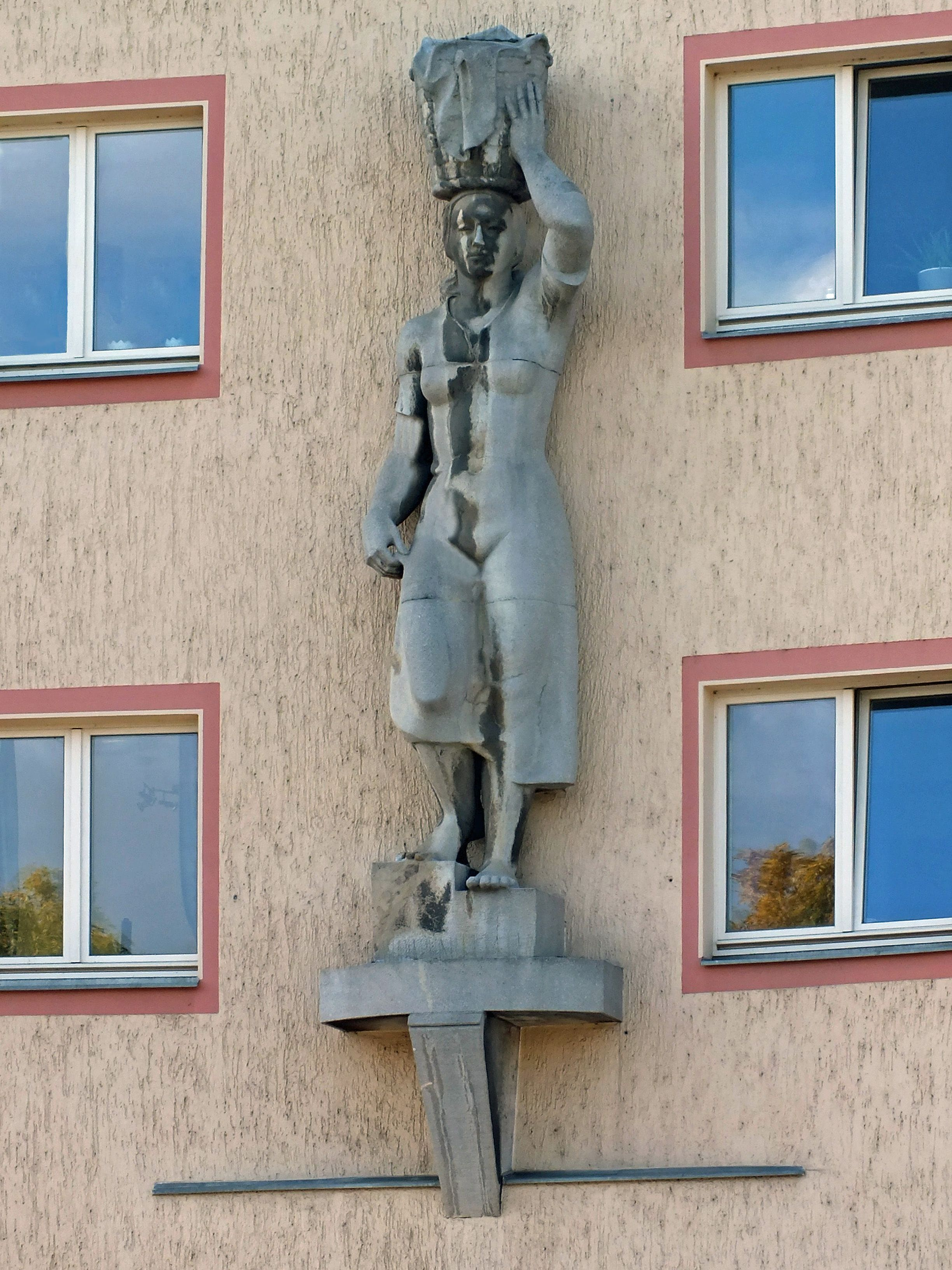
…mit Wäscherin-Statue
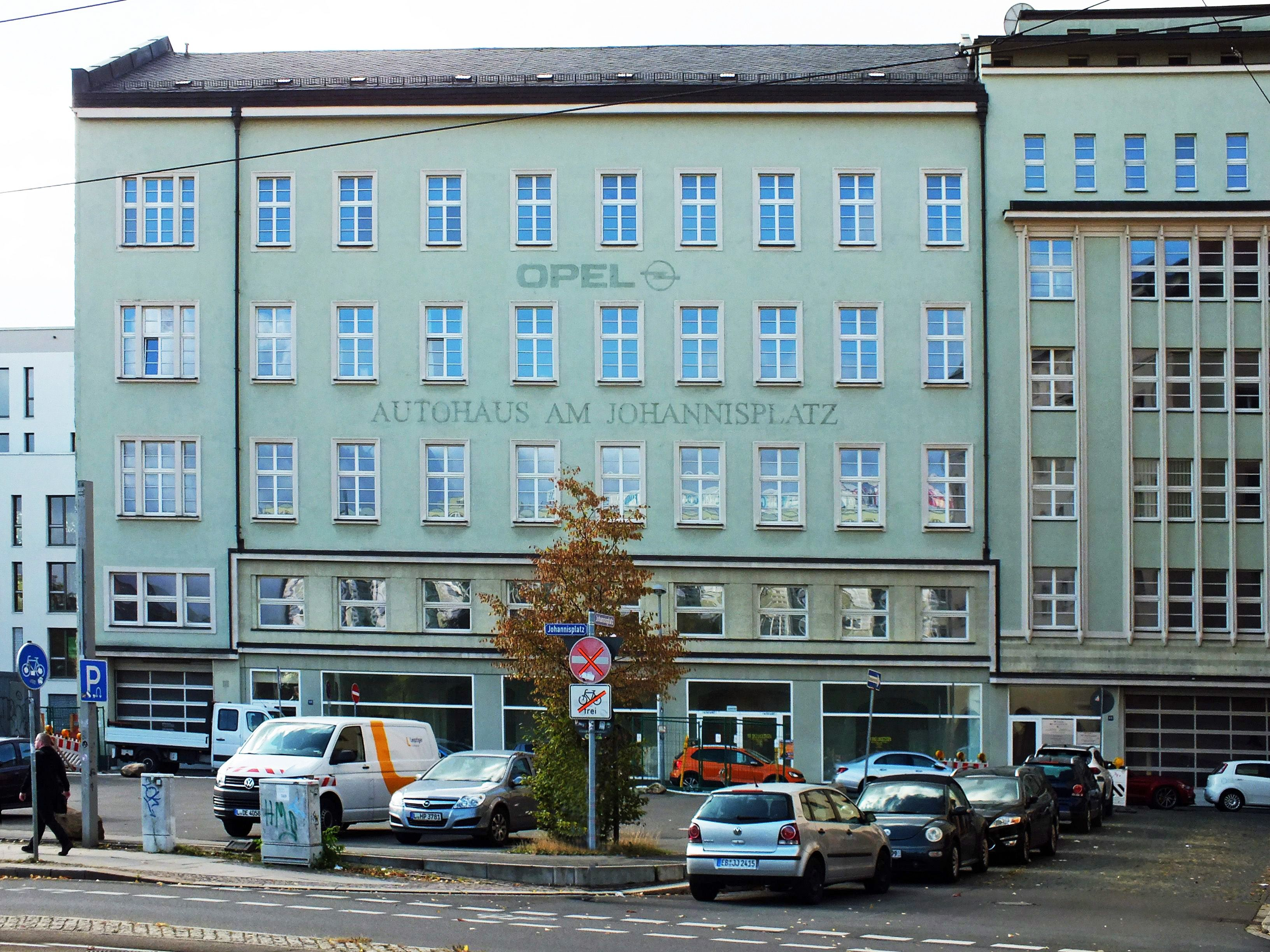
Ehemaliges Opel-Haus
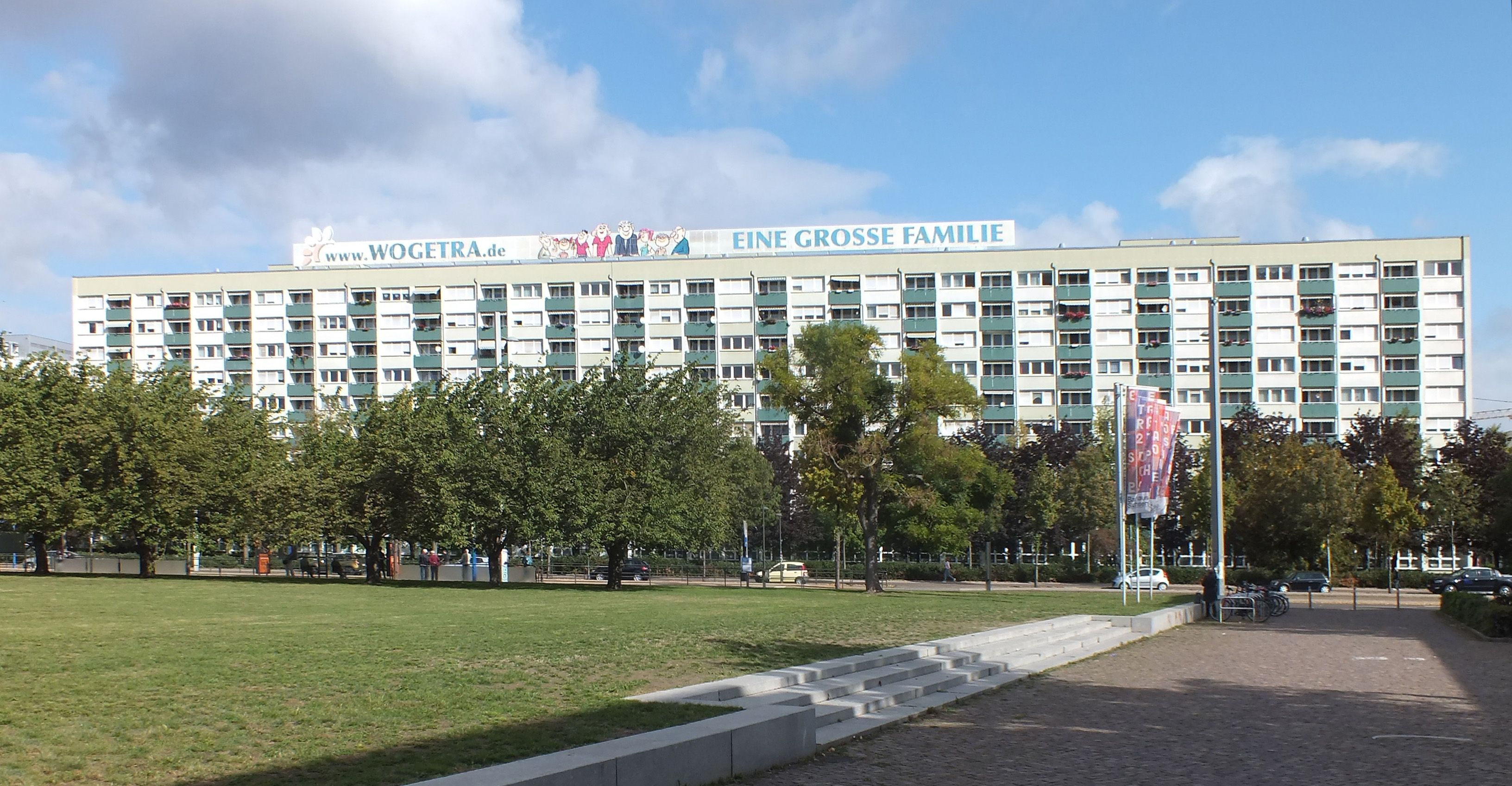
Nordseite mit Plattenbau
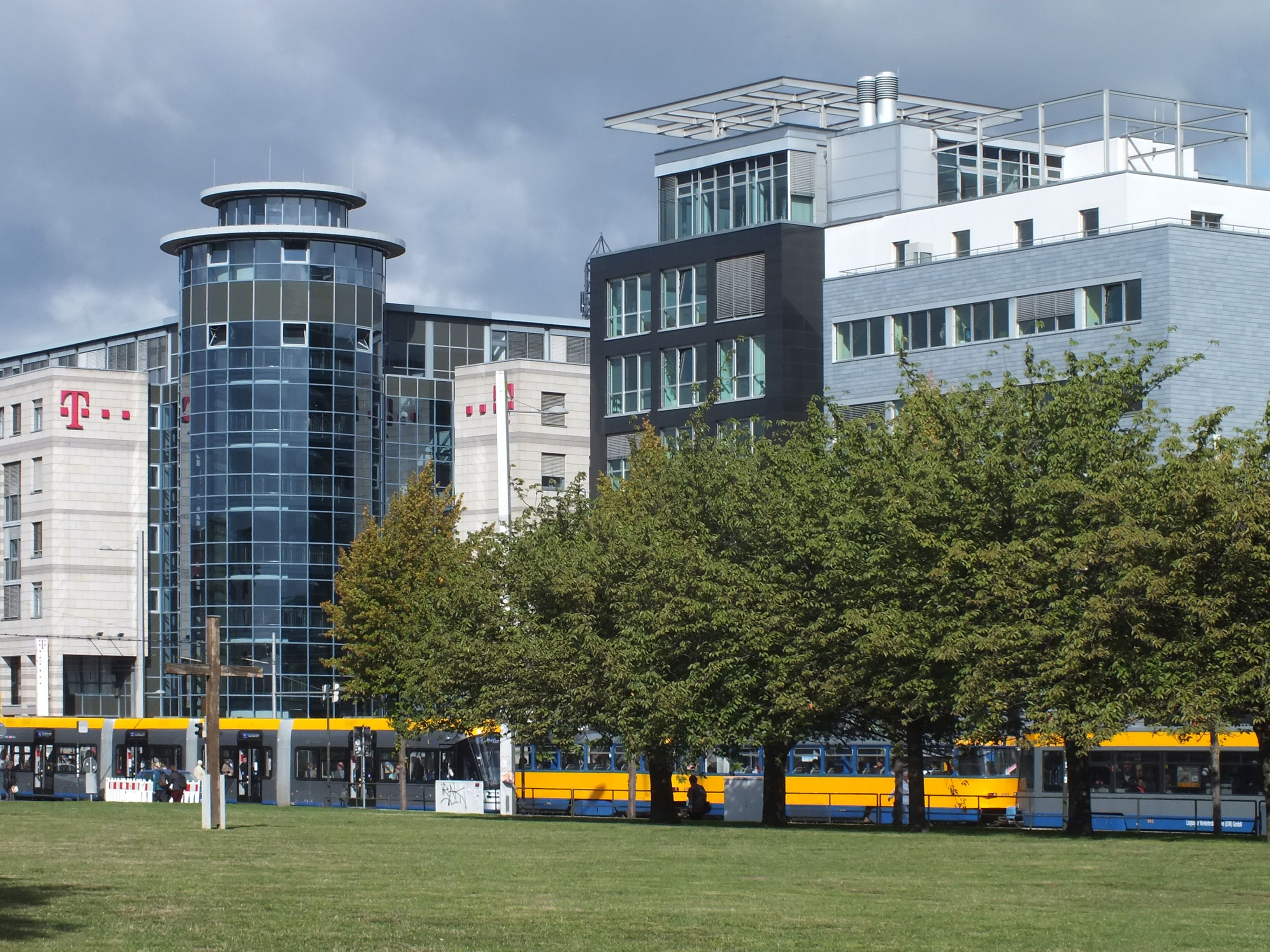
Telekom und Praxisklinik

## Geschichte
Zu dem 1278 östlich der Stadt entstandenen Johannishospital gehörte auch ein Friedhof. Die Friedhofskapelle wurde im 14. Jahrhundert durch die Kirche St. Johannis ersetzt. Mehrfach zerstört, wurde sie jeweils wieder errichtet und erhielt Mitte des 18. Jahrhunderts durch Baumeister George Werner einen repräsentativen barocken Turm.
Der Friedhof war 1536 von Herzog Georg dem Bärtigen zur allgemeinen Begräbnisstätte der Stadt Leipzig bestimmt worden. Er umgab die Kirche und reichte stadtseitig bis in die Straßengabelung. In Richtung Osten wurde er mehrfach erweitert, bis 1846 weiter außerhalb der Neue Johannisfriedhof eröffnet wurde. Nun wurde die nähere Umgebung der Kirche als Friedhof aufgegeben und die Friedhofsmauer abgerissen, sodass die Kirche frei auf einem Platz stand, dem Johannisplatz, der schon 1839 seinen Namen bekommen hatte.
1883 wurde auf dem Platz vor der Kirche das von Johannes Schilling geschaffene, bronzene Reformationsdenkmal eingeweiht, das 1943 zu Kriegszwecken eingeschmolzen wurde. Das Langhaus der Kirche wurde 1894–1897 durch Stadtarchitekt Hugo Licht in neobarockem Stil neu erbaut. 1901 wurde an der Nordseite des Platzes das Hotel Stadt Dresden durch das repräsentativere Hotel Sachsenhof ersetzt (Architekt August Hermann Schmidt). 1925 bis 1929 entstand an der Stelle des Alten Johannishospitals das Neue Grassimuseum.

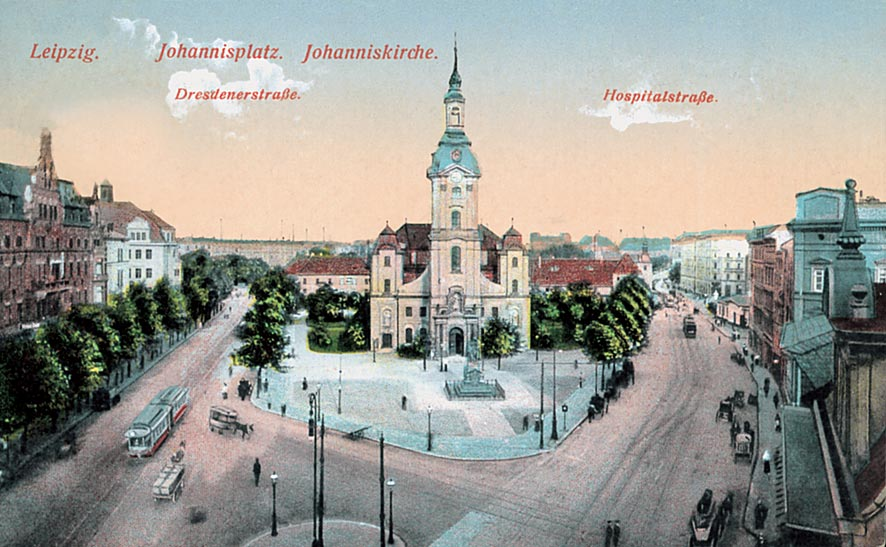
Der Johannisplatz um 1900
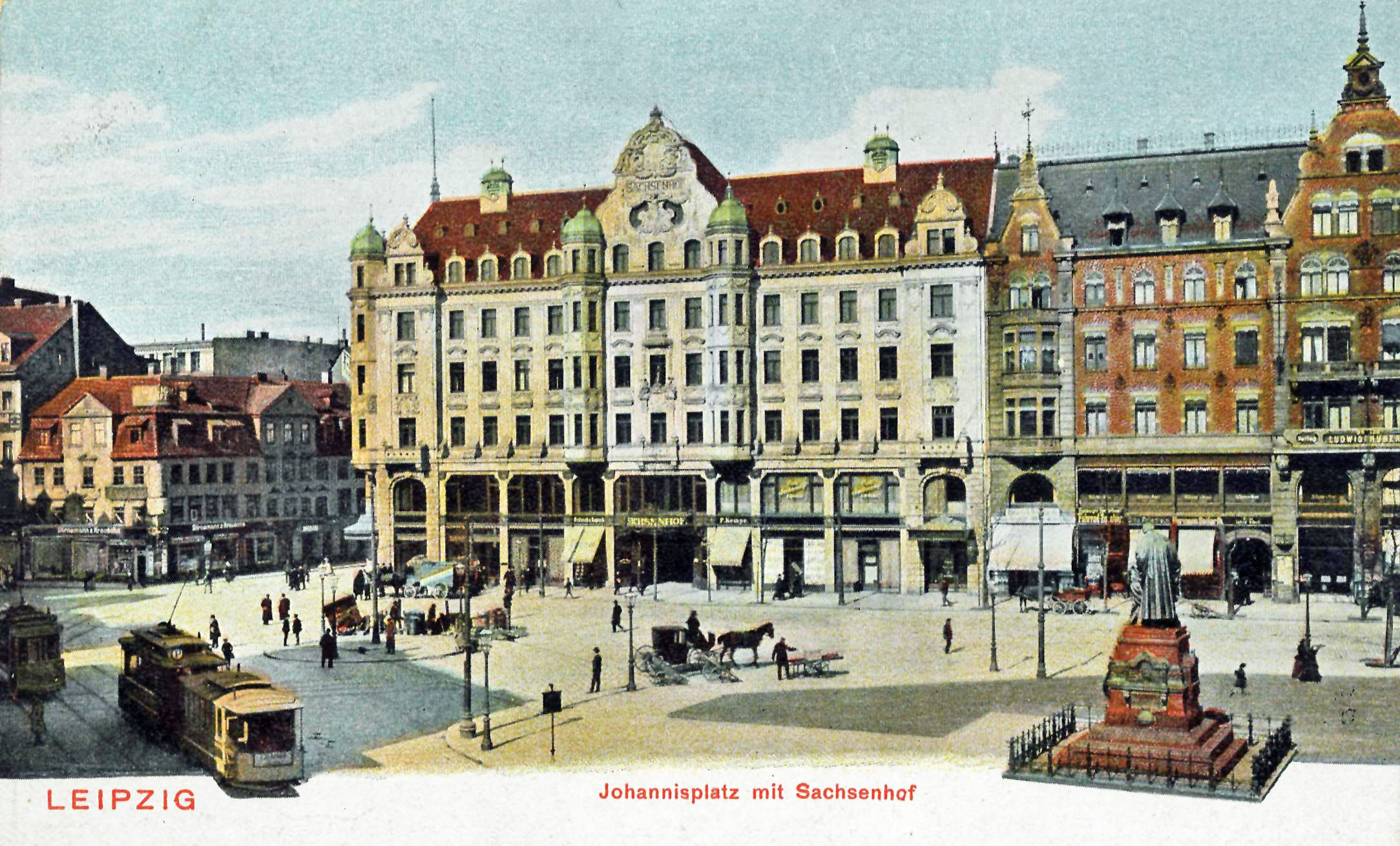
Hotel Sachsenhof
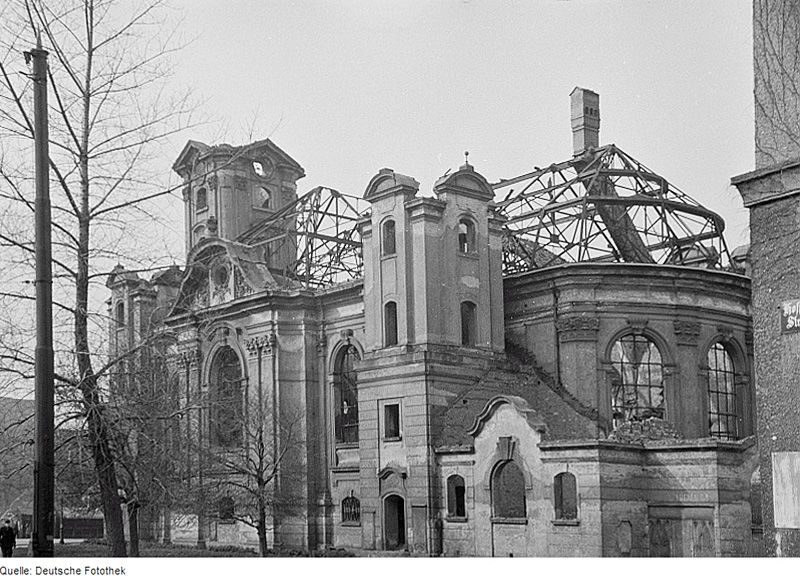
Zerstörte Johanniskirche
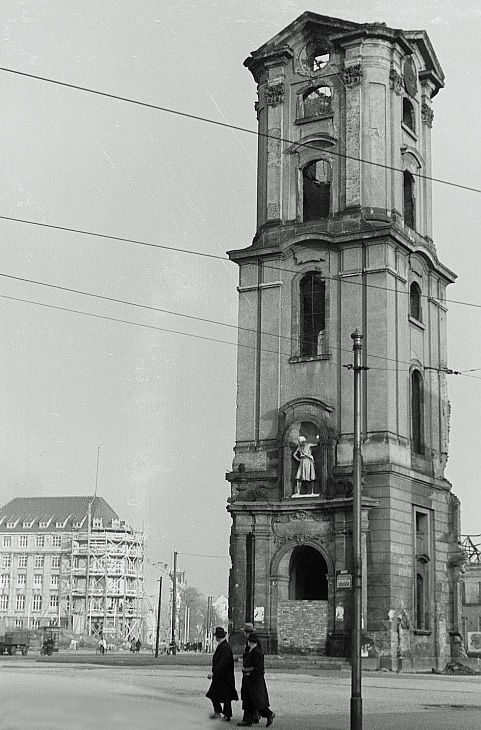
Der erhaltene Turm (1951)

Beim Bombenangriff auf Leipzig am 4. Dezember 1943 wurden die Gebäude am Johannisplatz fast vollständig zerstört oder beschädigt. Die Ruine der Johanniskirche wurde 1949 abgetragen. Der noch einigermaßen erhaltene Turm wurde im Hinblick auf eine spätere Nutzung als Blickpunkt aus Richtung Augustusplatz 1956 teilsaniert, 1963 jedoch gesprengt und die Wiese angelegt. 2003 gründete sich der Bürgerverein Johanniskirchturm e. V. mit dem Ziel, den Kirchturm an seinem historischen Standort wiederaufzubauen.
Von 1954 bis mindestens nach 1966 stand an der Südseite des Platzes vor der Blutbuche das Leipziger Friedensfahrt-Denkmal.